# Snatched (film 1973)
Snatched è un film per la televisione statunitense del 1973 diretto da Sutton Roley.
È un film poliziesco drammatico con Howard Duff, Leslie Nielsen e Sheree North. È incentrato sulle vicende di tre donne, mogli di tre facoltosi uomini, rapite e tenute in ostaggio in attesa di un riscatto.

## Trama
Le tre mogli dei tre uomini ricchi sono state rapite e trattenute per un riscatto di $3 milioni di dollari, ma uno degli uomini non vuole pagare la sua parte.

## Produzione
Il film, diretto da Sutton Roley su una sceneggiatura di Rick Husky con il soggetto di Sandra Bruzzese, fu prodotto da Tony Thomas per la ABC Circle Films.

## Distribuzione
Il film fu trasmesso negli Stati Uniti il 31 gennaio 1973 sulla rete televisiva ABC. È stato distribuito anche in Svezia con il titolo Till varje pris.